# Pan Gongsheng
Pan Gongsheng (潘功胜S, Pān GōngshèngP; Anqing, 8 luglio 1963) è un economista e politico cinese, dal luglio 2023 segretario del Partito Comunista Cinese (PCC) della Banca Popolare Cinese (BPC), la banca centrale. In precedenza è stato Vice Governatore della banca centrale e direttore dell'amministrazione statale per gli scambi esteri. Alla BPC ha lavorato alla politica monetaria della Cina.

## Biografia
Pan Gongsheng è stato ammesso al Zhejiang Metallurgical Economics College nel 1980, specializzandosi in contabilità finanziaria. Si è laureato nel luglio 1983 ed è rimasto nella scuola ad insegnare al Dipartimento di Economia. Nel 1987, è stato ammesso alla Renmin University of China per ottenere un master, conseguito nel 1990 in economia del lavoro presso la School of Labor and Human Resources dell'università. Il suo supervisore era Zhao Lukuan. Il titolo della sua tesi era: "Confronto internazionale delle istituzioni del mercato del lavoro".
Successivamente, ha studiato per un dottorato in storia del pensiero economico straniero presso la School of Economics, Renmin University of China. Il suo supervisore era Li Zongzheng. Ha conseguito il dottorato nel 1993.

## Carriera

### Banca Commerciale di Cina
Nel settembre 1993 è entrato a far parte della sede centrale della Industrial and Commercial Bank of China e in seguito è stato vicedirettore del dipartimento di credito immobiliare, direttore del dipartimento di pianificazione e finanza, vicedirettore generale del dipartimento delle risorse umane e il vicedirettore del dipartimento dell'organizzazione. Durante il periodo 1997-98, ha effettuato ricerche all'Università di Cambridge e all'Università di Harvard.
Nel giugno 2003, è stato nominato vicepresidente della filiale di Shenzhen della Banca industriale e commerciale della Cina. Nel giugno 2004 è stato ritrasferito in sede e ha ricoperto successivamente l'incarico di direttore generale dell'ufficio pianificazione e finanza e dell'area gestione strategica e relazioni con gli investitori.

### Agricultural Bank of China
Nell'aprile 2008 è stato di nuovo trasferito, diventando membro del comitato del partito e vicepresidente dell'Agricultural Bank of China, e nel gennaio dell'anno successivo è stato nominato membro del comitato del partito e vicepresidente dell'Agricultural Bank of China Ltd. Nell'aprile 2010 è stato membro del comitato del partito, direttore esecutivo e vicepresidente della banca.

### Banca Popolare Cinese
Nel giugno 2012 è stato trasferito al comitato del partito e vicepresidente della Banca popolare cinese, la banca centrale. Nel dicembre 2015 è stato contemporaneamente direttore e segretario di partito dell'Amministrazione statale dei cambi. Nell'ottobre 2017, al XIX Congresso nazionale del Partito Comunista Cinese, è stato niminato membro supplente del XIX Comitato centrale del Partito Comunista Cinese. Pan è a capo del Leading Group of Internet Financial Risks Remediation, che è stato incaricato di reprimere Bitcoin e criptovalute in Cina. È anche membro del Comitato Accademico del China Finance 40 Forum (CF40).
Il 1º luglio 2023 è stato promosso segretario del comitato del partito della Banca popolare cinese e il successivo 25 luglio è stato nominato Governatore dal Comitato permanente dell'Assemblea nazionale del popolo.